# Piłka siatkowa na Letnich Igrzyskach Olimpijskich 2000 – turniej plażowy mężczyzn
W turnieju wzięły udział 24 zespoły wyłonione w procesie kwalifikacji. Turniej został rozegrany w dniach 16 - 26 września 2000 roku.

## Eliminacje
Rozegrano trzy rundy eliminacyjne.
W pierwszej rundzie rozegrano 12 meczów (rozgrywano tylko jeden set), z których zwycięzcy awansowali do 1/8 finału, a przegrani uczestniczyli w dalszych eliminacjach.

### Pierwsza runda eliminacji
Child-Heese (CAN) - Jodard-Penigaud (FRA) : 1-0 (15-5)
Laciga-Laciga (CHE) -  Palinek-Lebl (CZE) : 1-0 (15-13)
Maia-Brenha (POR) - Kvalheim-Maaseide (NOR) : 1-0 (15-10)
Sotelo-Ibarra Rodrigues (MEX) - Prosser-Zahner (AUS) : 1-0 (15-12)
Kousznieriew-Jermiszin (RUS) - Salema-Baracetti (ARG) : 1-0 (15-4)
Martinez-Conde (ARG) -  Raffaelli-Pimponi (ITA) : 1-0 (15-7)
Ahmann-Hager (GER) -  Bosma-Diez (ESP) : 1-0 (15-13)
Kjemperud-Hoidalen (NOR) - Berger-Stamm (AUT) : 1-0 (15-6)
Holden-Leinemann (CAN) - Heidger-Wong (USA) : 1-0 (17-15)
Zé Marco-Ricardo (BRA) -  Berg-Dahl (SWE) : 1-0 (15-5)
Blanton-Fonoimoana (USA) - Oetke-Scheuerpflug (GER) : 1-0 (15-7)
Emanuel-Loiola (BRA) -  Grinlaubs-Slack (AUS) : 1-0 (15-3)

### Druga runda eliminacji
W drugiej rundzie rozegrano 6 pojedynków, z których zwycięzcy awansowali do kolejnej rundy eliminacji, a przegrani zajęli 19 miejsce w turnieju.
Berger-Stamm (AUT) - Raffaelli-Pimponi (ITA) : 1-0 (15-9)
Grinlaubs-Slack (AUS) - Salema-Baracetti (ARG) : 1-0 (15-2)
Heidger-Wong (USA) - Jodard-Penigaud (FRA) : 1-0 (15-2)
Prosser-Zahner (AUS) - Kvalheim-Maaseide (NOR) : 1-0 (15-12)
Bosma-Diez (ESP) - Berg-Dahl (SWE) : 1-0 (15-11)
Palinek-Lebl (CZE) - Oetke-Scheuerpflug (GER) : 1-0 (15-8)

### Trzecia runda eliminacji
W tej fazie rozegrano 3 pojedynki, z których zwycięzcy awansowali do 1/8 finału. Spośród przegranych drużyna z najwyższym miejscem rankingowym awansowała do 1/8 finału, a pozostali przegrani zajęli 17. miejsce.
Berger-Stamm (AUT) - Grinlaubs-Slack (AUS) : 1-0 (15-10)
Heidger-Wong (USA) - Prosser-Zahner (AUS) : 0-1 (11-15)
Bosma-Diez (ESP) - Palinek-Lebl (CZE) : 1-0 (15-4)
najwyższy ranking z drużyn przegranych miała para Heidger-Wong ze Stanów Zjednoczonych i ona awansowała do 1/8 finału.

## 1/8 finału
Od tej fazy rozgrywek przegrywający odpadał z dalszej rywalizacji.
Maia-Brenha (POR) - Martinez-Conde (ARG) : 1-0 (15-3)
Child-Heese (CAN) - Kousznieriew-Jermiszin (RUS) : 1-0 (15-6)
Ahmann-Hager (GER) - Holden-Leinemann (CAN) : 1-0 (15-6)
Laciga-Laciga (CHE) - Prosser-Zahner (AUS) : 1-0 (15-8)
Heidger-Wong (USA) - Sotelo-Ibarra Rodrigues (MEX) : 1-0 ()
Zé Marco-Ricardo (BRA) - Berger-Stamm (AUT) : 1-0 (16-14)
Blanton-Fonoimoana (USA) - Kjemperud-Hoidalen (NOR) : 1-0 (15-13)
Emanuel-Loiola (BRA) - Bosma-Diez (ESP) : 1-0 (16-17)

## 1/4 finału
Maia-Brenha (POR) - Laciga-Laciga (CHE) : 1-0 (15-11)
Blanton-Fonoimoana (USA) - Heidger-Wong (USA) : 1-0 (15-3)
Zé Marco-Ricardo (BRA) - Child-Heese (CAN) : 1-0 (15-13)
Ahmann-Hager (GER) - Bosma-Diez (ESP) : 1-0 (16-14)

## 1/2 finału
Blanton-Fonoimoana (USA) - Maia-Brenha (POR) : 1-0 (15-12)
Zé Marco-Ricardo (BRA) - Ahmann-Hager (GER) : 1-0 (15-5)

## Mecz o 3 miejsce
Maia-Brenha (POR) - Ahmann-Hager (GER) : 0-2 (9-12, 6-12)

## Finał
Blanton-Fonoimoana (USA) - Zé Marco-Ricardo (BRA) : 2-0 (12-11, 12-9)

### Końcowa klasyfikacja
| miejsce | Zawodnicy                               | Państwo           |
| ------- | --------------------------------------- | ----------------- |
| 1.      | Dain Blanton Eric Fonoimoana            | Stany Zjednoczone |
| 2.      | Zé Marco de Melo Ricardo Santos         | Brazylia          |
| 3.      | Jörg Ahmann Axel Hager                  | Niemcy            |
| 4.      | Miguel Maia João Brenha                 | Portugalia        |
| 5.      | Martin Laciga Paul Laciga               | Szwajcaria        |
| 5.      | John Child Mark Heese                   | Kanada            |
| 5.      | Kevin Wong Rob Heidger Jr.              | Stany Zjednoczone |
| 5.      | Javier Bosma Fabio Díez                 | Hiszpania         |
| 9.      | Julien Prosser Leo Zahner               | Australia         |
| 9.      | Jose Loiola Emanuel Rego                | Brazylia          |
| 9.      | Eduardo Martínez Martín Conde           | Argentyna         |
| 9.      | Jørre Kjemperud Vegard Høidalen         | Norwegia          |
| 9.      | Siergiej Jermiszin Michaił Kusznieriew  | Rosja             |
| 9.      | Oliver Stamm Nik Berger                 | Austria           |
| 9.      | Jody Holden Conrad Leinemann            | Kanada            |
| 9.      | Joel Sotelo Ibarra Rodríguez            | Meksyk            |
| 17.     | Michal Palinek Martin Lébl              | Czechy            |
| 17.     | Matt Grinlaubs Josh Slack               | Australia         |
| 19.     | Mariano Baracetti José Luis Salema      | Argentyna         |
| 19.     | Jan Kvalheim Bjørn Maaseide             | Norwegia          |
| 19.     | Oliver Oetke Andreas Scheuerpflug       | Niemcy            |
| 19.     | Jean-Philippe Jodard Christian Penigaud | Francja           |
| 19.     | Andrea Raffaelli Maurizio Pimponi       | Włochy            |
| 19.     | Björn Berg Simon Dahl                   | Szwecja           |